# آرماندو یانوچی
آرماندو یانوچی (انگلیسی: Armando Iannucci؛ زادهٔ ۲۸ نوامبر ۱۹۶۳) نویسنده، کمدین، تهیه‌کننده تلویزیونی، و فیلم‌نامه‌نویس اهل بریتانیا است.